# Pfarrhaus (Mittelneufnach)

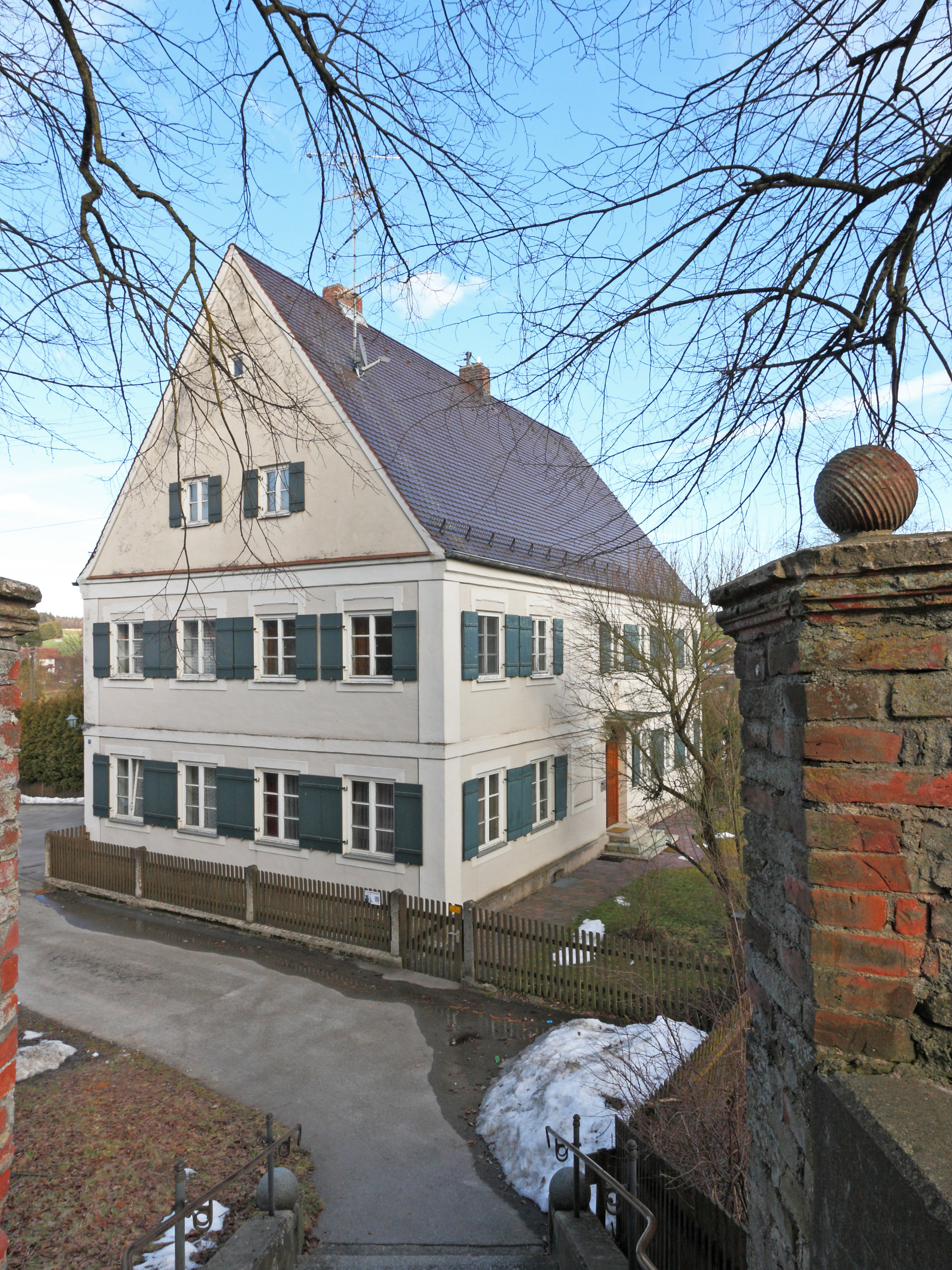
Ehemaliges Pfarrhaus in Mittelneufnach

Das Pfarrhaus in Mittelneufnach, einer Gemeinde im Landkreis Augsburg im bayerischen Regierungsbezirk Schwaben, wurde Mitte des 18. Jahrhunderts errichtet. Das ehemalige Pfarrhaus am Kirchweg 3, gegenüber der katholischen Pfarrkirche St. Johannes Evangelist, ist ein geschütztes Baudenkmal.
Der zweigeschossige Satteldachbau mit Putzbandgliederung besitzt vier zu vier Fensterachsen.